# Boucekinus
Boucekinus is een geslacht van vliesvleugeligen uit de familie Torymidae. De wetenschappelijke naam van dit geslacht is voor het eerst geldig gepubliceerd in 2011 door Jansta & Hanson.

## Soorten
Het geslacht Boucekinus omvat de volgende soorten:
- Boucekinus masneri Jansta & Hanson, 2011
- Boucekinus tatianae Jansta & Hanson, 2011